# 贝壳区
贝壳区（Nobile Contrada del Nicchio）是意大利锡耶纳的17个堂区之一。位于该市的最东部。传统上，该区居民担任陶工。
该区标志是一个加冕的扇贝壳，和有两个分支的珊瑚。区旗为蓝色，镶黄色和红色边。
贝壳区是该市的四个高贵区之一，在1260年因在战斗中表现英勇而赢得了该称号。
该区盟友为毛毛虫区、波浪区和龟区。
该区格言为“它是在我心中燃烧的红珊瑚”（È il rosso del corallo che m'arde in cor）。
该区最后一次在锡耶纳赛马节中获胜是在1998年。历史上该区共获胜42次。